# رامز ماميدوف
رامز ماميدوف (بالروسية: Рамиз Михманович Мамедов)‏ هو لاعب كرة قدم روسي في مركز الدفاع، ولد في 21 أغسطس 1972 في موسكو في روسيا. شارك مع منتخب روسيا تحت 21 سنة لكرة القدم ومنتخب روسيا لكرة القدم. أما مع النوادي، فقد لعب مع أرسنال تولا ودينامو كييف وسبارتاك موسكو وشتورم غراتس وكريليا سوفيتوف سامارا ولوخ إينيرجيا فلاديفوستوك ولوكوموتيف موسكو.

## وصلات خارجية
- رامز ماميدوف على موقع اتحاد أوكرانيا (الإنجليزية)
- رامز ماميدوف على موقع قاعدة بيانات كرة القدم.إي يو (الإنجليزية)
- رامز ماميدوف على موقع ناشيونال فوتبول تيمز (الإنجليزية)
- رامز ماميدوف على موقع Soccerway.com (الإنجليزية)
- رامز ماميدوف على موقع عالم كرة القدم.نت (الإنجليزية)